# Dysstroma japonica
Dysstroma japonica är en fjärilsart som beskrevs av Heydemann 1929. Dysstroma japonica ingår i släktet Dysstroma och familjen mätare. Inga underarter finns listade i Catalogue of Life.